# Frontera entre Belarús i Lituània
La frontera entre Belarús i Lituània és una frontera internacional de gairebé 679 km de llarg entre la República de Belarús (membre de la Comunitat d'Estats Independents) i la República de Lituània (membre de la Unió Europea) i també serveix com una frontera exterior de la Unió Europea i com a frontera oriental de la Comunitat d'Estats Independents. La frontera es defineix pel tractat del 6 de febrer de 1995 entre els dos països. La demarcació de terra de la frontera s'havia completat el 2007.

La formació de les fronteres de Lituània

380 km de la frontera són de terra, mentre que 299 són d'aigua, travessant llacs com el llac Drūkšiai i seguint alguns rius com el Dysna i el Nemunas. La frontera es basa aproximadament en la frontera entre l'RSS de Lituània i l'RSS de Belarús a la Unió Soviètica que s'havia mantingut pràcticament estable des de 1940.
Des de 2004 la frontera ha servit de la frontera exterior de la Unió Europea i, des de l'any 2007 a l'espai Schengen. Aquests desenvolupaments han incrementat els controls fronterers i ha fet més estrictes tots els requisits de visat per passar entre els dos països, malgrat un acord signat el 2010 que té com a objectiu implementar la simplificació per viatjar per a les persones que viuen a 50 quilòmetres de la frontera. Com a frontera exterior de la UE, la frontera amb Belarús ha vist els majors intents de creuar il·legalment la frontera a Lituània, amb 246 intents en 2010.

## Definició de la frontera
El tractat defineix la frontera que comença al trifini entre Lituània, Letònia i Belarús, on hi ha un monument (55° 40′ 50″ N, 26° 37′ 48″ E / 55.68056°N,26.63000°E). Segueix cap al sud-est a través del llac Drūkšiai, segueix el riu Apyvardė, travessa els llacs Apvardai i Prūtas, després segueix el riu Dysna cap a l'est, i després va cap a l'estació de ferrocarril d'Adutiškis. Segueix més al nord cap l'assentament belarús de Lyntupy, a l'est vers l'assentament lituà de Šumskas, travessa la carretera Vilnius - Maladzietxna, va cap al voltant de l'àrea de l'assentament lituà de Dieveniškės cap a l'est, sud i oest, va cap nord de l'assentament belarús de Bieniakoni, travessa la carretera Vilnius-Lida i després segueix el riu Šalčia. Continua cap al sud de la ciutat lituana d'Eišiškės, segueix el riu Načia, va cap al sud de l'assentament lituà de Dubičiai, arriba a la font del riu Kotra i després segueix aquest riu, aleshores travessa els llacs Grūda i Dubas. Després travessa la línia fèrria Vilnius-Hrodna després s'atura a Senovė, i el ferrocarril a Druskininkai al nord de la parada de Pariečė, continuant cap a l'oest a través del riu Nemunas i en contra del corrent, i després segueix el riu Mara fins al trifini entre Belarús, Lituània i Polònia (53° 57′ 22″ N, 23° 30′ 54″ E / 53.95611°N,23.51500°E).

## Punts de pas
- carretera 110 a Adutiškis
- carretera 109 / P110 a Švenčionys
- carretera 103 / P45 prop de Vilnius
- carretera E28 / A3 / M7 prop de Vilnius
- carretera 104 / P89 prop de Dieveniškės
- E85 / A15 / M11 prop de Šalčininkai
- carretera 105 / P145 prop de Eišiškės/Radun'
- carretera A4 / P42 prop de Druskininkai

## Galeria d'imatges

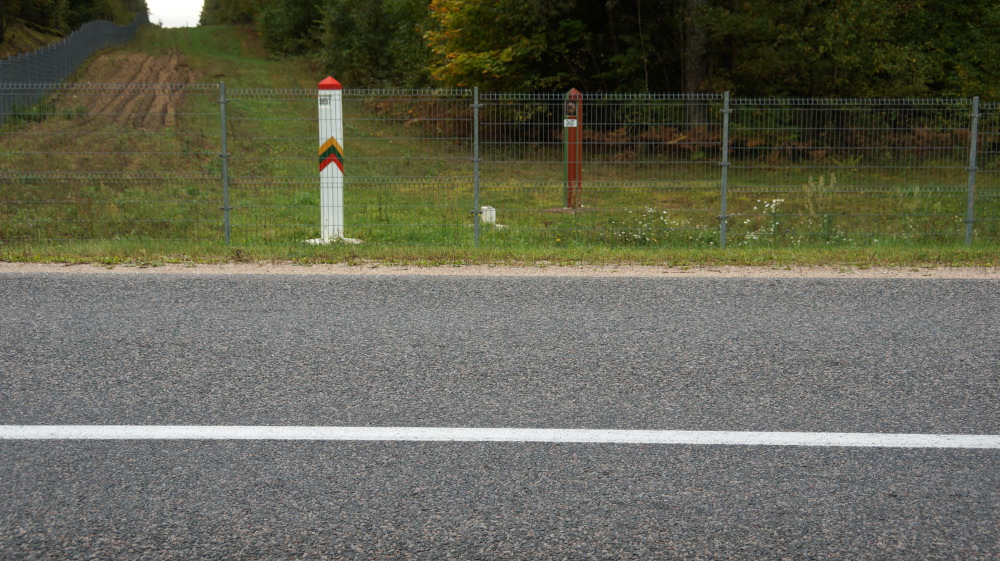
La frontera a Dieveniškės
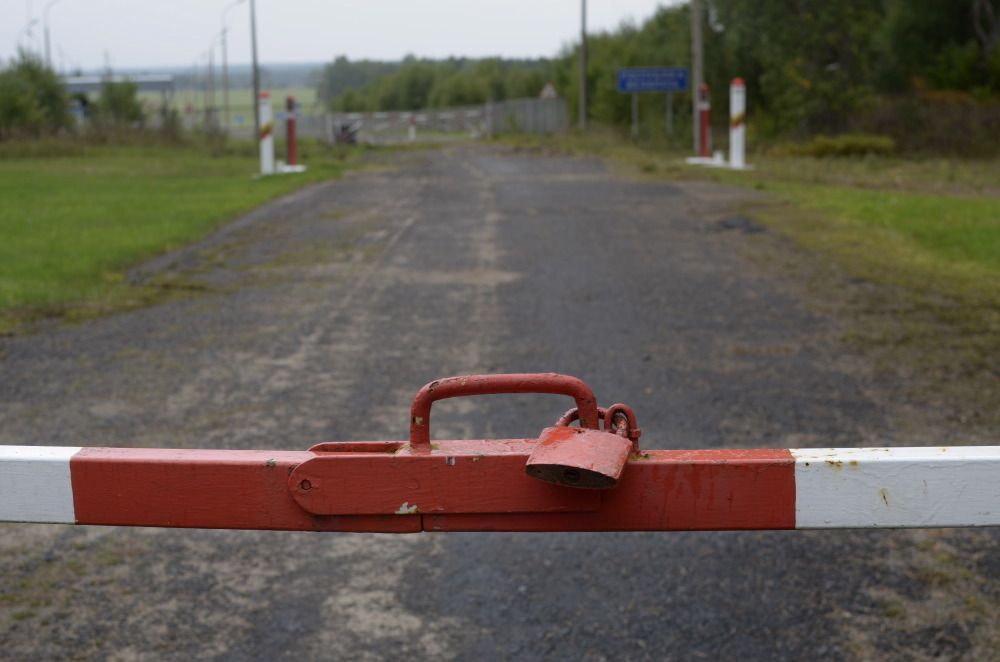
La frontera a Ureliai
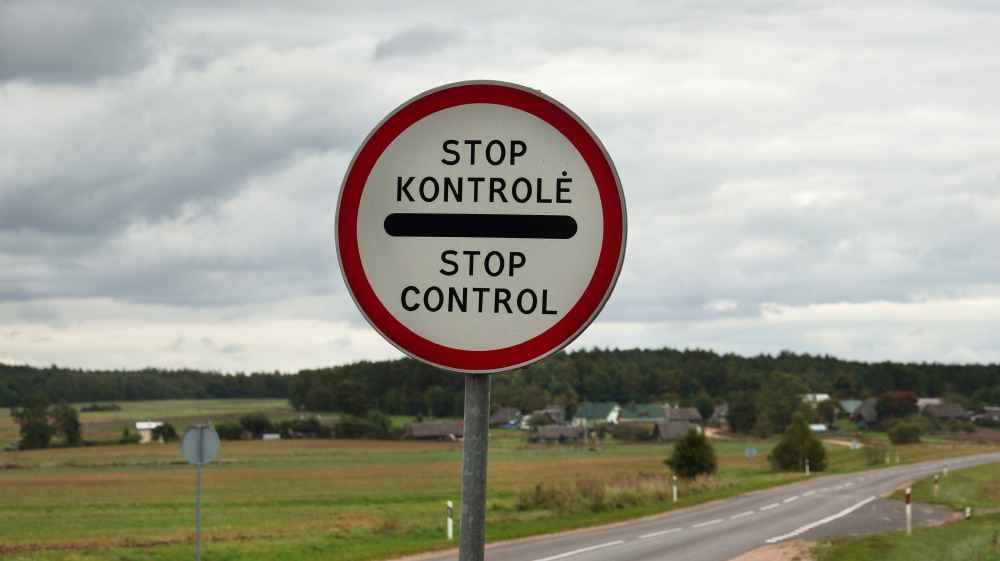
La frontera a Krakūnai
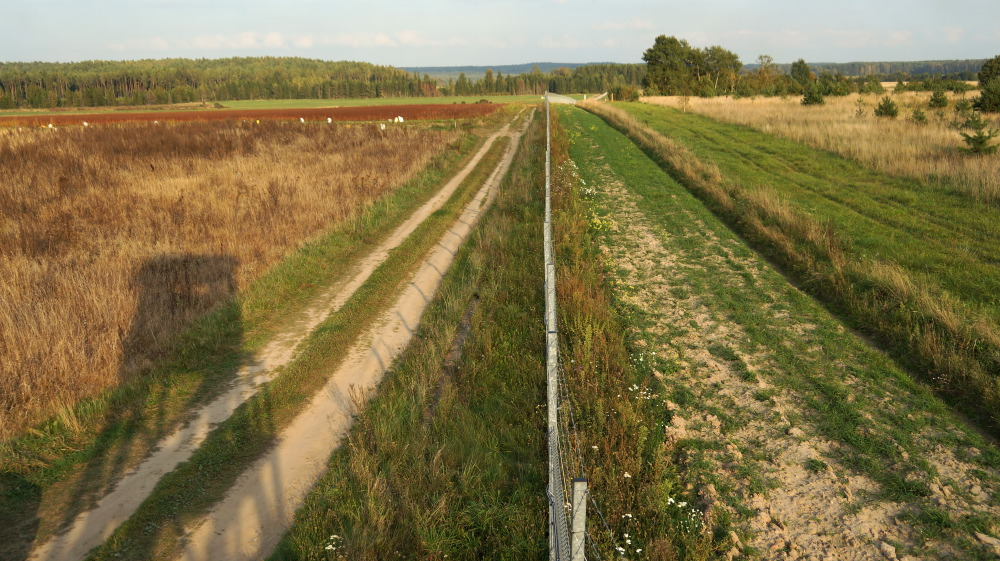
La frontera a Sakalinė